# المسجد الصيني
المسجد الصيني بمدينة جرجا جنوب محافظة سوهاج هو واحد من أهم وأعرق الآثار الإسلامية الموجودة بالمحافظة، ويرجع تاريخه إلى العصر العثماني.

## إنشاءه
شيدَه الأمير محمد بك الفقاري من أمراء المماليك المسجد عام 1117 هـ، حيث جُددَ بعد حدوث فيضان بالمنطقة عام 1202 هـ على يد الشيخ عبد المنعم عبد الرحمن المكني.

## الموقع
يقع المسجد في منطقة القيسارية شرق مدينة جرجا، وتعد المنطقة هي الأقدم في المدينة وبني المسجد في منطقة مرتفعة كي لا يتأثر بفيضان النيل آن ذاك، وبنيت جدرانه بالطوب المحروق فيما عدا كتلة المدخل الرئيسي الموجود بالجهة الشمالية بنيت بالحجر ويبلغ سمك كل جدار من جدران المسجد حوالي متر.

## تسميته
رغم تسميته بالمسجد الصيني إلا أنه لا توجد في مكونات بنائه أي شيء تم استيراده من الصين، وسُمي المسجد الصيني بهذا الاسم نسبة إلى بلاطات مزخرفة «قيشاني صيني» تم جلبها من تركيا لتغطي جدار قبلة المسجد، وأجزاء كبيرة من جدرانه وكانت هذه التغطية سائدة في العصر الملوكي والعثماني.

## تكوينه
يتكون المسجد من الداخل من أربعة أروقة تحيط بصحن مكشوف من الوسط وسقف الأروقة على 5 صفوف من الأعمدة الخشبية وعددها 22 عمودا به منبرا قديما من الخشب وبه محراب القبلة الذي ما زال يحتفظ بشكله وزخرفه وتغطيه بلاطات «القيشانى الصينى» وعلى يساره محراب آخر صغير وبه مقصورة خشبية ترتفع على أعمدة خشبية مخصصة للنساء في نهاية المسجد.